# صموئيل هاينز
صموئيل هاينز (بالإنجليزية: Samuel Hynes)‏ هو كاتب أمريكي، ولد في 29 أغسطس 1924 في شيكاغو في الولايات المتحدة.